# Сићево
Сићево је насељено место у градској општини Нишка Бања на подручју града Ниша у Нишавском округу. Према попису из 2022. у Сићеву је живело 740 становника (према попису из 1948. 1.361 становник).
Сићево је виноградарско-воћарско и сточарско-ратарско сеоско насеље збијеног типа, на долинским странама у подножју Сврљишких планина, (300–460 нмв), (већи део на десној страни) Нишаве, десне притоке Јужне Мораве, поред магистралног пута и железничке пруге Ниш–Софија (или нишавско-маричке магистрале), 16 km источно од Ниша у почетном делу клисуре, која је по њему и добила назив: Сићевачка клисура.
С леве стране нишавско-маричке магистрале налазе се викенд-насеља: Црвеница, Кутлеш, Мечи дол, Кулина, Шутевац, Кусача и Манастир Свете Богородице, који је познат и као манастир Сићево. Вредности овог објекта доприносе фреске из друге и треће деценије 17. века из радионице патријарха Пајсија, познате по неспретности у цртежу и рустичности у колориту. Као споменик културе од великог значаја манастир се налази под заштитом Републике Србије.

## Историја
По предању, Сићево је настало у 13. веку када је (Свети Сава 1234. на путу за Цариград „попио и благосиљао“ сеоско вино).
Претпоставља се да је старо село временом расељено, а данашње Сићево настало је почетком 18. века од „збегова“. Постоји мишљење да су га формирали житељи села Сићева код Приштине или истоименог села код Клине после Сеобе Срба под вођством патријарха Арсенија III Чарнојевића (1690).

### Значај Сићевачке клисуре за историју Сићева
Сићевачка клисура је од најранијих времена представљала једну од најважнијих спона између Европе са једне и Азије и Африке са друге стране одакле су у старим епохама долазили најважнији утицају и импулси за развоја друштвених културних и економских односа. Кроз Сићевачку клисуру су пролазили главни магистрални европски правци на Балкану, почев од тзв. „вија милитарис“ у периоду Рима и Византије, „цариградског друма“ у средњовековном периоду у доба Османлија до трансевропског ауто-пута Е75 и његове источне гране Е80 у 21. веку, који Сићевачку клисуру чине раскрсницом Европе са Малом Азијом и Црноморског подручја са Медитераном.

Зато се трагови материјалне културе на простору Сићевачке клисуре могу пратити од праисторије, преко Рима и Византије, до поствизантијског периода. Слабо насељена и без квалитетних путева, Клисура није много помињана за време Османске владавине. Са појавом хајдука она је постала њихово стециште, у новоформираним насељима, а са просецањем пруге с краја 19. века и пута у 20. веку и стециште бројних путописаца, историчара, уметника који су у њој оставили трагове савремене материјалне културе.

### Сићево у праисторији
Територија Балканског полуострва била је настањена од прадавних времена. Научници сматрају да су земље западне и средње Европе биле насељене већ у првом одсеку плеистоцена (дилувиј, ледено доба), а да се у областима Балканског полуострва човек појављује у периоду последње квартарне глацијације (Вирмска глацијација). У то доба хладне климе пре више од 40.000 година, вечити лед спуштао се до 1.500 метара надморске висине. То су потврдила и недавно завршена археолошка истраживања двају пећина — Велике и Мале Баланице (од 2006—2010), у околини насеља Сићево у Сићевачкој клисури. Према тврдњама проф. др Душана Михаиловића, спроведена истраживања, на овом налазишту омогућила су прикупљање више хиљада алатки које је произвео прачовек-неандерталац који је живео на овом простору Србије у друштвеним заједницама од 10-15 чланова, од једне до три биолошке породице које су се углавном бавиле сакупљањем плодова и ловом.
Ова истраживања допуњена су и проналаском из дубљих, старијих слојева, пећине Мале Баланице, где је откривена вилица хоминида, још древније људске врсте, која је претходила неандерталцу. Што значи да су исту пећину, али у различита времена, настањивала два типа прачовека, највероватније пре више од 150.000 до 600.000 година.
Најновијим истраживањем Вилијама Ринка, из Канаде, утврђено је да је фосил вилице из Беланице стар најмање 397.000 година тј да је вероватно старији од 525.000 година, и да пронађена вилица представља најстарији источноевропски фосил средњоплеистоценских хоминида.

## Положај и пространство
Сићево се налази у Региону јужне и источне Србије, поред магистралног правца Београд—Ниш—Софија—Истанбул (или нишавско-маричке магистрале). Удаљено 5 km од Нишке Бање, 17 km од Ниша и 260 km од Београда, оно је административно у саставу у градске општини Нишка Бања на подручју града Ниша у Нишавском округу Републике Србије.
Сићево лежи на геотектонској граници кристаласте родопске масе и кречњачких планина источне Србије, и споју великих удолина Балканског полуострва, у подножју и на падинама планине Вишегрда, (808 m), и делу композитне Нишавске долине у завршном низводном делу Сићевачке клисуре.
Атара насеља предиспонирана је главним нишавским раседом дуж којег су стваране потолине Нишке и Белопаланачке котлине. Раседним линијама и зонама одређен је правац усецања, дела Сићевачке клисуре у пределу Сићева, најпре језерским отоком, касније, наслеђеном долином Нишаве.
За постанак и данашњи изглед рељефа од великог значаја су и најмлађа убирања, насталих као последица, „најмлађих тектонских процеса током којих се Нишава усецала, а околни планински венци издизали, и тиме омеђили асцендентну долину Нишаве“.
Атар насеље Сићево почиње западно од насеља Просек где се завршавају огранци Сврљишких планина и Суве планине, и одатле се правцем запад—исток протеже 8,4 километара, лучно све до западне границе Островичке котлине. На југу граничи се Куновичком површи а на северу планином Вишеград.
На основу рељефа Сићавачка клисуре и њене проходности (узводно од Ниша према Белој Паланци) атар села Сићево може се поделити у два међусобно повезана географска дела (која припадају клисурастом делу Сићевачке клисуре);
Први део, Кусача
Први део насеља Сићево у Сићевачкој клисури (познат под називом Кусача) дугачак је око 5,4 km и пружа се од насеља Просек (бетонски мост на Нишави) до бетонске бране електричне централе на Нишави код насеља Сићева. На јужној страни клисуре, јужно од леве обале Нишаве, земљиште је већим делом стрмо, и прелази у окомите стене, које клисуру ограђују са југа и истока. Кусача (771 m) је пошумљена храстовом, липовом и грабовом шумом. У централном делу Кусаче (на простору „Петрова ливада“) налази се манастирски комплекс Манастира Свете Богородице окружен ливадама, и виноградима иза којих је густа шума. У том делу се налази кућа у којој је живео Владимир Милетић, знаменити одликовани југословенски обавештајни официр, у улици која данас носи његово име. 
Северна страна је слична јужној. У нижи пределима делимично је пошумљена, а делом и под виноградима, с том разликом што је, у однос на јужну страну, у вишим пределима претежно гола и непошумљена, брдо Јечава (596 m). Од 1970. године па надаље, овај део клисуре је прерастао у велико викенд насеље са преко 300 викенд кућа, занатских и угоститељских објеката.
На месту спајања првог и другог дела клисуре, где из уског корита Нишава прелази у шире, у подножју насеља Сићево, Нишава је преграђена браном 1922. године, која део воде скреће у канал који је потом левом обале Нишаве, 2 км низводно води до турбина хидроцентрале, изграђене 1931.
Други део, Селиште
Други део насеља Сићево у Сићевачке клисуре почиње од бране хидроцентрале на Нишави, у рејону „Селишта“ и простире се узводно до „Бањице“ у атару насеља Островица, на улазу у Островичку котлину. Дугачак је 3 км и пошумљен ретким растињем. Са леве стране Нишаве, под нагибом од 75-80°, до висине од 300 m уздиже се кањон или брдо Коњарник, преко којег воде једино козје стазе.
Десна обала клисуре (предео „Драчје“) такође је каменита и стрма, али нешто блажег нагиба. Преко овог земљишта, сем железничке пруге и међународног пута који иду поред Нишаве, нема других стаза ни путева. Обе стране овог дела Клисуре представљају дивну панораму.

### Климатске одлике
Данашњи климатски услови у Сићеву, као и на простору Сићевачке клисуре имају одлике умерено–континенталне климе. Температурни режим као мера топлотних услова, на подручју Сићева првенствено је условљен Сунчевом радијацијом, његовим географским положајем и рељефом Сићевачке клисуре. Окружење високим планинским масивима, чине насеље заштићено од наглих продора и смена ваздушних маса, што утиче на мања температурна колебања и мању количину падавина у овом подручју. Просечна годишња температура ваздуха је око 10 °C, а разлика средњих годишњих температура је мања од 1 °C.
Сићево се одликује уједначеним годишњим током температуре, при чему су максималне вредности у јулу, а минималне у јануару. Дневне температурне амплитуде су веће за 6–8 °C од истих у Нишкој котлини. Јутра су током лета хладнија за 2–4 °C, чему доприноси и хладна вода Нишаве. Просечне годишње температуре у Сићеву су сличне Нишкој, Пиротској и Белопаланачкој котлини у летњим месецима, док су у зимским бар за један степен више у односу на Нишку котлину, где су зимски месеци увек хладнији, а летњи топлији.
| Средње температуре годишњих доба у Сићевачкој клисури (1950—2009) |         |          |          |          |
| Годишње доба                                                      | Зима    | Пролеће  | Лето     | Јесен    |
| Средња температура                                                | 1,53 °C | 11,87 °C | 21,37 °C | 12,07 °C |

Најхладнији месец је јануар са просечном температуром од -0,6 °C. Најтоплији месец је јул са температурама које варирају од 20 °C до 22 °C. Мала амплитуда средње месечне температуре сврстава Сићевачку клисуру и њену околину у најтоплија подручја Србије. Такође она је у просеку топлија од других клисура у Србији, јер се њене стеновите осојне стране интензивно загревају у току дана. Јесени су топлије од пролећа.
У Сићеву дувају; северни ветрови (Кошава), северозападни, „Сићевац“, „Југо“ и други;
| Назив ветра         | Карактеристике |
| ------------------- | --- |
| Кошава              | Северни ветар (северњак, „свињоморац“), који се јавља из североисточног правца. Нема велику честину и дува знатном јачином у хладнијој половини године.             |
| Сићевац             | То је ветар који дува кроз Сићевачку клисуру и најснажнији је ветар у овој области. Често је олујног карактера.                                                     |
| Југо                | Топао и веома неповољан ветар за пољопривредне усеве и стоку. Он исушује тло, усеве и воће, тако да се биљке под његовим утицајем „спаруше“, а стока мршави и гине. |
| Северозападни ветар | То је најучесталији ветар на простору клисуре, који дува брзином од 1,5 до 2,9 .                                                                                    |

Облачност у Сићеву доносе западни ветрови, док сви остали ветрови углавном узрокују ведро време. Највећа облачност је током зиме, а максимум достиже током месеца децембра када је 7,8 десетина неба покривено облацима. Смањење облачности почиње са првим пролећним месецима и траје до септембра.
Иако подручје Сићева карактерише мала количина падавина, од 551 до 586,8 mm атмосферских талога годишње, она због своје целокупне заклоњености има већу релативну влажност од свог окружења. Зато су у насељу ублажена и дејства мразева, ветрова и суша, а магла се јавља чешће и траје дуже. Изражена јутарња роса честа је појава због повећане релативне влажности ваздуха. Најкишовитији месеци су мај и октобар (тада дувају влажни западни ветрови), док су септембар и фебруар са најмање кише (под утицајем сувих хладних ветрова). Око 68% падавина излучи се у току вегетационог периода. Овај режим се, нажалост, у условима глобалне промене климе на Земљи мења и у Сићевачкој клисури, „тако што у току летњих месеци, када је највећа температура има и највећег одсуства падавина (тзв. аридни месеци). У првих десет година 21. века, по неписаном правилу, падавина нема у летњим месецима или су толико краткотрајне, да то веома подсећа на одлике Јадранског приморја.“
Данас су у односу на снеговите године, као у већем делу Србије, и на овом простору чешће године кад снег изостане. Такве је и прва деценија 21. века, када су зиме са врло мало снега, највероватније због глобалних климатских промена на земљиној кугли.
| Климатски фактори на коридору ауто-пута E-80, деоница Просек —Бела Паланка (у рејону Сићевачке клисуре) |                                    |                                                  |                                     |                                         |                                   |                              |                                                  |
| Метереолошке станице                                                                                    | Средња годишња температура ваздуха | Просечна вредност средњих годишњих падавина (mm) | Средњи датум првих снежних падавина | Средњи датум последњих снежних падавина | Просечна годишња облачност (n/10) | Трајање сунчаног времена (%) | Средња вредност годишњег ваздушног притиска (mb) |
| Ниш (Бела Паланка)                                                                                      | 12 °C (11 °C)                      | 586,8                                            | 16.12.                              | 1.3. (16.3.)                            | 5,5                               | 55                           | 1019—1020                                        |

## Инфраструктура привреда, култура и спорт
Сићево обједињује три „мале“: Горњу, Средњу и Доњу и викенд-насеља: Црвеница, Кутлеш, Мечји дол, Кулина и Шутевац, а код манастира Св. Богородице викенд-насеље Кусача. Површина атара, где на месту Горелица расте ендемска биљка жалфија, (по којој је међу пчеларима и љубитељима лековитог биља познат овај крај), износи 2.179 ha.
Електрично осветљење село је добило 1925, телефонске везе почетком осамдесетих година 20. века, а водом се снабдева преко сеоског водовода, са извора Врело.
Пре ослобођења од Турака ту није било праве школе. Као и другде и у Сићеву би општински писар окупио око себе децу и у општинској судници их учио читању и писању, за шта је био од родитеља плаћан. Сићево сада има (осморазредну) основну школу која је почела са радом 1882. године, (школске 2000/2001. школа је имала 88 ученика).
- Урбархитектура Сићева
- Вински подрум с почетка 20. века са помоћном зградом и лођом
- Сићево, је пример збијеног брдског насеља под Чуком Вишеград
- Кућа с почетка 20. века,
са тремом и винским подрумом
- Дом културе-Задружни дом
- Једна од многих јавних чесми
- Кућа са продавницом

Поред сеоске православна црква Светог пророка Илије подигнуте 1800. (реновиране 1990) и месне канцеларије, село има стари (изграђен 1934) и нови задружни дом (изграђен 1948/49), Земљорадничку виноградарску задругу „Сићево“, спомен чесму борцима палим у Првом и Другом светском рату, здравствену станицу, апотеку, пошту, мотел „Сићево“ и железничку станицу.
„Познато је по виноградарству које је било развијено и за време турске владавине. Виноделско-воћарско удружење основано је 1895. Винарски подруми су до 1878. грађени у виноградима, потом у насељу, а 1931, када је почела са радом ХЕ „Сићево“, купљен је Винарски подрум за потребе задруге, поред кога је 1937/38 изграђен нови. Производња грожђа, вина, ракије и шљиве тржишног је карактера.“
У новије време Сићево је познато и по културним и спортским манифестацијама:
- Ликовна колонија „Сићево“ — најстарија у земљи основане 1905),
- Књижевна колонија „Сићево“ — једине на Балкану, основане 1991)
- Светски параглајдинг куп
- „Дани жалфије“, као манифестација општине Нишка Бања
- Графичка радионица Сићево, основана 2005. године

## Демографија
Расположива историјска грађа, и други извори, указују на вишевековну насељеност Сићевачке клисуре претежно српским становништвом. Праћење континуитета стариначког становништва, које већином датира из средњовековног периода, у великој мери је отежано због променљивости и наглашене нестабилности овог простора под дејством многобројних и разноврсних историјско-географских прилика–ратна разарања праћена исељавањем становништва и каснијим обнављањем насеља, постојање привремених насеља („збегова”), читлучење појединих насеља итд.
Прерасподеле становништва је основна одлика развоја насеља Сићево;
- насељавање (досељавање) или пресељавањем из слабије развијених села у економски значајнија насеља,
- демографско пражњење насеља и расељавање појединих околних села.[24]

У насељу Сићево живи 667 пунолетних становника, а просечна старост становништва износи 49,3 година (48,6 код мушкараца и 50,1 код жена). У насељу има 286 домаћинстава, а просечан број чланова по домаћинству је 2,57.
Ово насеље је великим делом насељено Србима (према попису из 2002. године), а у последња три пописа примећен је пад у броју становника.
Због природних лепота Сићевачке клисуре у Сићеву је задњих 40 година изграђено једно од највећих викенд насеља у околини Ниша.
|  |

| Демографија | Демографија | Демографија |
| Година      | Становника  | Становника  |
| ----------- | ----------- | ----------- |
| 1948.       | 1.361       |             |
| 1953.       | 1.368       |             |
| 1961.       | 1.389       |             |
| 1971.       | 1.268       |             |
| 1981.       | 1.093       |             |
| 1991.       | 1.012       | 1.006       |
| 2002.       | 1.007       | 1.012       |
| 2011.       | 772         |             |
| 2022.       | 740         |             |

| Етнички састав према попису из 2002.‍ | Етнички састав према попису из 2002.‍ | Етнички састав према попису из 2002.‍ | Етнички састав према попису из 2002.‍ | Етнички састав према попису из 2002.‍ |
| ------------------------------------ | ------------------------------------ | ------------------------------------ | ------------------------------------ | ------------------------------------ |
|                                      |                                      |                                      |                                      |                                      |
| Срби                                 | Срби                                 |                                      | 956                                  | 94,93%                               |
| Роми                                 | Роми                                 |                                      | 47                                   | 4,66%                                |
| Украјинци                            | Украјинци                            |                                      | 1                                    | 0,09%                                |
| Буњевци                              | Буњевци                              |                                      | 1                                    | 0,09%                                |
| Бугари                               | Бугари                               |                                      | 1                                    | 0,09%                                |
| непознато                            | непознато                            |                                      | 0                                    | 0,0%                                 |

| \| \| м \| \| \| ж \| \| ? \| 0 \| \| \| 0 \| \| 80+ \| 20 \| \| \| 29 \| \| 75—79 \| 29 \| \| \| 49 \| \| 70—74 \| 34 \| \| \| 27 \| \| 65—69 \| 34 \| \| \| 23 \| \| 60—64 \| 37 \| \| \| 43 \| \| 55—59 \| 26 \| \| \| 30 \| \| 50—54 \| 44 \| \| \| 40 \| \| 45—49 \| 45 \| \| \| 42 \| \| 40—44 \| 32 \| \| \| 25 \| \| 35—39 \| 26 \| \| \| 30 \| \| 30—34 \| 31 \| \| \| 25 \| \| 25—29 \| 26 \| \| \| 25 \| \| 20—24 \| 24 \| \| \| 26 \| \| 15—19 \| 26 \| \| \| 26 \| \| 10—14 \| 28 \| \| \| 28 \| \| 5—9 \| 28 \| \| \| 22 \| \| 0—4 \| 14 \| \| \| 13 \| \| Просек : \| 44,9 \| \| \| 46,8 \| |      |  |  |      |
| |      |  |  |      |
| | м    |  |  | ж    |
| ? | 0    |  |  | 0    |
| 80+ | 20   |  |  | 29   |
| 75—79 | 29   |  |  | 49   |
| 70—74 | 34   |  |  | 27   |
| 65—69 | 34   |  |  | 23   |
| 60—64 | 37   |  |  | 43   |
| 55—59 | 26   |  |  | 30   |
| 50—54 | 44   |  |  | 40   |
| 45—49 | 45   |  |  | 42   |
| 40—44 | 32   |  |  | 25   |
| 35—39 | 26   |  |  | 30   |
| 30—34 | 31   |  |  | 25   |
| 25—29 | 26   |  |  | 25   |
| 20—24 | 24   |  |  | 26   |
| 15—19 | 26   |  |  | 26   |
| 10—14 | 28   |  |  | 28   |
| 5—9 | 28   |  |  | 22   |
| 0—4 | 14   |  |  | 13   |
| Просек : | 44,9 |  |  | 46,8 |

| Година пописа     | 1948. | 1953. | 1961. | 1971. | 1981. | 1991. | 2002. |
| ----------------- | ----- | ----- | ----- | ----- | ----- | ----- | ----- |
| Број домаћинстава | 271   | 266   | 339   | 334   | 325   | 340   | 341   |

| Број чланова      | 1  | 2  | 3  | 4  | 5  | 6  | 7 | 8 | 9 | 10 и више | Просек |
| ----------------- | -- | -- | -- | -- | -- | -- | - | - | - | --------- | ------ |
| Број домаћинстава | 81 | 98 | 45 | 53 | 30 | 24 | 2 | 3 | 4 | 1         | 2,94   |

| Пол    | Укупно | Неожењен/Неудата | Ожењен/Удата | Удовац/Удовица | Разведен/Разведена | Непознато |
| ------ | ------ | ---------------- | ------------ | -------------- | ------------------ | --------- |
| Мушки  | 434    | 90               | 290          | 42             | 7                  | 5         |
| Женски | 440    | 59               | 280          | 89             | 11                 | 1         |
| УКУПНО | 874    | 149              | 570          | 131            | 18                 | 6         |

| Пол    | Укупно                    | Пољопривреда, лов и шумарство | Рибарство                            | Вађење руде и камена | Прерађивачка индустрија       |
| ------ | ------------------------- | ----------------------------- | ------------------------------------ | -------------------- | ----------------------------- |
| Мушки  | 180                       | 27                            | 0                                    | 0                    | 73                            |
| Женски | 104                       | 22                            | 0                                    | 0                    | 39                            |
| Укупно | 284                       | 49                            | 0                                    | 0                    | 112                           |
|        |                           |                               |                                      |                      |                               |
| Пол    | Производња и снабдевање   | Грађевинарство                | Трговина                             | Хотели и ресторани   | Саобраћај, складиштење и везе |
| Мушки  | 10                        | 10                            | 15                                   | 4                    | 19                            |
| Женски | 0                         | 1                             | 7                                    | 10                   | 1                             |
| Укупно | 10                        | 11                            | 22                                   | 14                   | 20                            |
|        |                           |                               |                                      |                      |                               |
| Пол    | Финансијско посредовање   | Некретнине                    | Државна управа и одбрана             | Образовање           | Здравствени и социјални рад   |
| Мушки  | 1                         | 2                             | 5                                    | 5                    | 2                             |
| Женски | 1                         | 3                             | 0                                    | 5                    | 8                             |
| Укупно | 2                         | 5                             | 5                                    | 10                   | 10                            |
|        |                           |                               |                                      |                      |                               |
| Пол    | Остале услужне активности | Приватна домаћинства          | Екстериторијалне организације и тела | Непознато            | Непознато                     |
| Мушки  | 5                         | 0                             | 0                                    | 2                    | 2                             |
| Женски | 2                         | 0                             | 0                                    | 5                    | 5                             |
| Укупно | 7                         | 0                             | 0                                    | 7                    | 7                             |

### Викенд насеља, постанак и размештај
Привремена насељеност у Сићевачког атара има вишевековни континуитет а у прошлости је била искључиво везана за развој привремених сточарских насеља, која су до средине 20. века имала велики значај у сеоском привређивању овог краја. Паралелно са процесом њиховог одумирања с краја 20. и почетком 21. века развијају се викенд насеља, као нове форме привремене насељености (сезонске и повремене) Сићева. Имајући у виду специфичности развоја викенд насеља, чија је основна намена потреба становништва за одмором и рекреацијом, последњих двадесет година, са пресељавањем домаћинстава у станове за рекреацију, све присутнија је промена њихове првобитне намене, у 13,2% објеката према подацима из 2001.
Викенд насеља у Сићевачкоом атару лоцирана су у подножју врхова Суве планине (1.810 m) и Сврљишке планине (1.334 m), на долинским странама Нишаве у висинском појасу од 220 m (Ћемер) до 420 m (Курашница).
Викенд насеља у Сићеву саграђена су у атрактивним зонама очуване природе Сићевачке клисуре и добре саобраћајне повезаности са Нишом, као најближим урбаним центром, што је уз утицај осталих фактора погодовало процес трансформације привремене (викенд) насељености у трајну (сталну) насељеност.
Од петнаест викенд насеља (са 93,4% викенд кућа) које се налазе у Сићевачкој клисури: на подручју Сићева је седам (Кулина, Кусача, Кутлеш, Мечи дол, Света Петка, Црвеница и Шутевац). Стамбене зграде предвиђене за одмор, јављају се разбацане у оквиру или у непосредној близини села Сићева, које тиме поприма назив насеље Сићево.

## Саобраћај
Све до изградње железничке пруге долином Нишаве Сићево је било лоцирано далеко од главних саобраћајница које су заобилазиле непроходну Сићевачку клисуру. Године 1887. након изградње дела железничке магистрале до Пирота отворена је железничка станица у атару Сићева. Касније (1888) изграђен је и део пруге од Пирота до српско-бугарске границе.
Траса магистралног пута Ниш–Димитровград кроз Сићевачку клисуру делимично је просечена 1939, а завршена 1965. године. Изградња поменутих саобраћајница допринела је економском и туристичком активирању Сићевачке клисуре.
Долине Нишаве и Кутинске реке, као природне предиспозиције рељефа, одредиле су трасе саобраћајница на простору клисуре. Кроз ужи и шири простор Сићевачког атара пролази један од најважнијих комуникационих праваца у региону и на Балкану. Долином Нишаве простор секу магистрални пут и железничка пруга Београд—Ниш—Софија—Истанбул.
До насеља Сићево може се доћи приградским линијама: линија 18 ПАС Ниш — Нишка Бања — Просек — Сићево, линија 20 ПАС Ниш — Нишка Бања — Просек — Сићево — Островица — Равни До и линија 20 Л ПАС Ниш — Нишка Бања — Просек — Сићево — Островица.
Током зимског периода, у време снежних падавина, тј. све док пут не учини проходним за саобраћај Предузеће за одржавање путева из Ниша, аутобуси не саобраћају до Сићева, већ до раскрснице за Сићево на магистралном путу Ниш — Пирот.

## Галерија
- Сићево је виноградарско-воћарско и сточарско-ратарско сеоско насеље збијеног типа, на долинским странама и у подножју Сврљишких планина
- Хидроелектрана у Сићеву захваљујући којој је село добило струју међу првима селима у нишкој бановини (1925)
- Зграда старе основне школе у Сићеву, данас Ликовна и књижевна колонија и Графичка радионица у којој се сваке године окупљају сликари, графичари и књижевници из целог света.
- Железничка станица „Сићево”